# M/S Carola
M/S Carola är en 
ro-ro-färja som byggdes 1964 på Öresundsvarvet i Landskrona åt Stockholms Rederi Svea för trafik mellan Helsingborg och Helsingør.
M/S Carola sattes in på HH-leden för rederiet Sveas dotterbolag Linjebuss International den 28 april 1964 och överfördes senare till Scandinavian Ferry Lines. Mellan 1965 och 1985 var hon också reservfärja på rutten mellan Landskrona och Tuborg Havn.
Våren 1985 renoverades hon på Falkenbergs Varv och i september 1991 såldes hon till Empresa de Nav. El Faro S.A. i Buenos Aires i Argentina.
Hon döptes om till Princess I och lämnade Sverige den 14 november 1991 under Panama flagg. I januari 1992 registrerades hon i Argentina med Buenos Aires som hemmahamn och sattes in på en linje mellan Buenos Aires och Juan Lacaze i Uruguay. År 1997 återfick hon sitt gamla namn men döptes åter till Princess något år senare. I november 2004 såldes färjan till okända ägare och 2006 byggdes hon om till ett flytande kasino. Hon ligger vid kaj i Buenos Aires som en del av  Casino de Puerto Madero och är fortfarande i drift som kasino.